# Uromuellerina
Uromuellerina is een geslacht van uitgestorven kreeftachtigen uit de klasse van de Ostracoda (mosselkreeftjes).

## Soort
- Uromuellerina saidi Bassiouni, 1969 †